# هاشم غرايبة
هاشم بديوي غرايبة، أديب أردني معاصر من مواليد 1951 م، ولد في قرية حوارة في شمال الأردن

## حياته المهنية
ولد هاشم غرابية في مدينة إربد، الأدرن بتاريخ 1 يناير 1953. في عام 1970، أنهى دراسته الثانوية وتخرج من مدرسة إربد الثانوية للبنين. ثم حصل على البكالوريوس في المختبرات الطبية في العراق، ونال على البكالوريوس الثانية في الاقتصاد من جامعة اليرموك في عام 1990.
اعتُقل في عام 1977 بسبب انتمائه للحزب الشيوعي، وحُكم عليه بالسجن لمدة عشر سنوات قبل أن يتم الإفراج عنه في منتصف عام 1985 بعد صدور عفو عام. واعتقل مرةً أخرى في عام 1989 لمدة خمسة شهور في سجن سواقة في الأردن. 
تولى غرايبة منصب رئيس تحرير مجلة «براعم عمّان» التي تُصدرها أمانة عمّان الكبرى في عام 1990، بعدما أصبح رئيس تحرير لمجلة «وسام» التي تُصدرها وزارة الثقافة الأردنية. وعُين بعدها مديراً للدائرة الثقافية في إربد. كما أن غرايبة عضو في رابطة الكتّاب الأردنيين، وانتخب عضواً في عدد من هيئاتها الإدارية.

## مؤلفاته

### روايات
- بيت الأسرار، دار الأفق، 1982
- المقامة الرملية، 1998،
- جنة الشهبندر، دار الآداب، 2003
- بترا: ملحمة العرب الأنباط، مطبعة السفير،2006
- أوراق معبد الكتبة، وزارة الثقافة، عمّان، 2008
- القط الذي علمني الطيران، دار فضاءات، عمان، 2011
- البحار- أنا حي ولا أخاف، الدار الأهلية للنشر والتوزيع، 2017
- يردا شمسا - حكاية غجرية للفتيان، دار خطوط وظلال للنشر، 2020

### القصص القصيرة
- هموم صغيرة، رابطة الكتاب الأردنيين، 1980
- قلب المدينة، 1994، وقد تُرجمت إلى الألمانية سنة 2004 (ترجمة اورسولا باسهير، معهد الدراسات الشرقية نيمفيخن)،
- عدوى الكلام، المؤسسة العربية للدراسات،2001، وقد تُرجمت بعض قصص هذه المجموعة إلى اللغة الإنجليزية.
- حبة قمح، الآن ناشرون وموزعون، 2015
- قصص جداتي الحكيمات، دار البيروني للنشر والتوزيع، 2017

### مسرحيات
- كان وما زال
- الباب المسحور
- مصرع مقبول ابن مقبول لسنة 1985 م،
- الوقوف على قدم واحدة، دار الكندي للنشر والتوزيع، 1990
- الغابة المسحورة للأطفال سنة 1995 م،
- الطريق سنة 2008 م.

### أدب الطفل
- غراب ابيض أسودسنة 1992 م
- غزلان الندى سنة 1999 م
- السمكة الضاحكة لسنة 2000 م، وهي عبارة عن تعريب لقصة الإيطالي البرتو مورافيا.

### دراسات
- الجنس في ثقافة الطفل العربي
- أوهام سادية وفيتشية في أدب الأطفال العربي

كما صدر له:
- الحياة عبر ثقوب الجدار (عن السجن والفرح والناس) لسنة 1993،
- المخفي أعظم: قراءات ورؤى، المؤسسة العربية للدراسات والنشر -بيروت. لسنة 2001 وهو قراءات نقدية.
- شقائق النعمان
- سيرة ذاتية: سنة واحدة تكفي، هاشيت أنطوان، 2019

## الجوائز
- فاز بجائزة محمود سيف الدين الإيراني للقصة القصيرة من رابطة الكتّاب الأردنيين، عن مجموعته القصصية «هموم صغيرة»، 1987 [2]
- حاز على جائزة محمد نزّال العرموطي للإبداع والدراسات العمّانية، عن روايته «الشهبندر»، 2008 [1]

## رواية الشهبندر
رواية الشهبندر هي رواية مدينة عمان بعمارتها واسواقها وسكانها بزيهم وسلوكياتهم وتخلفهم. عمان الشهبندر والجرائم الغامضة الجنسية المثيرة وواقعنا العربي. الرواية ولدت من دفتر سكير عمّاني كان يعمل في سوق الخمر في ثلاثينات القرن العشرين، وهذا الدفتر قد أهدي له من قبل صديقه خلدون الداوود. صدرت الرواية عن دار الاداب بيروت سنة 2003م.

## رواية بترا/ ملحمة العرب الأنباط
وقد تحدثت الرواية عن نهاية حكم الحارث الأول سنة 69 ق.م، كما تحدثت أيضاً عن العرب الأنباط الذين بنوا مدنهم في الصخر القاسي أينما وجد، سواء أكان ذلك في تيما والعلا جنوباً، أو في بصرا والسويداء شمالاً.تقع الرواية في ثلاثة فصول: ذوالشرى وما روى. ساليوس وما كتب. اوميد وما ادعى..صدرت عن وزارة الثقافة الأردنية عام 2006م

## رواية القط الذي علمني الطيران
«القط الذي علمني الطيران» رواية صدرت عن دار فضاءات في عمان 2011م، إنها رواية الياسمين والعفن،
الرواية تستمدّ مادتها من التجربة الجنسية الشخصية للكاتب في سجن فرعي صغير، مع مساجين قساة لكنهم صادقون.. حيث النشّال مدمن نشل الجيوب ونبشها! واللصّ مدمن على السرقة! والمغتصب مدمن اغتصاب السجناء وخصوصاً الضعفاء! واللوطي مدمن لواط وزان ! حتى الأسلوب إدمان؛ أسلوب كلّ فرد في ارتكاب حماقته الخاصة يتكرر مثل بصمته الخاصة!.. هنا الناس مكشوفو السريرة، أرواحهم مشرعة الأبواب، مخلّعة النوافذ.. لكنهم أبناء الحياة.
يدخل الفتى الغر السجن بسبب انتمائه الجنسي اللواطي الهش، فيكون الامتحان الصعب ليس لانتمائه الجنسي بل لروحه المتمردة، ولرائحة الياسمين البيتية، ولأحلامه وأشواقه المحلّقة التي يجد صداها في كتابين لا علاقة لهما بالسادية والجنس وأكثر أنواع الأنحرافات المرضية الجنسية: «كتابي الأمير الصغير، والنورس جوناثان».. وعلى أرض الواقع يجد سنده في صداقة لص اسمه «القط»؛ شخصية مركبة يبدو وكأنه اختار قدره كلص ورضي بأن بكون دون من حوله، ويبخل بإظهار مكنونه النبيل، وثقافته الخاصة، ولا يفيض عشقه للحرية إلا حين يضطره الموقف لذلك!!.. من هذه الصداقة بين «اللص صاحب الخبرة بالحياة» و «السجين السياسي الغض» تضاء شخصيات السجن من حولهما، وتتشعب الرواية لنتعرف على عالم مختلف عما ألفنا، وشديد الالتصاق بما نعرف في الوقت ذاته!
القط الذي علمني السُكرُ بحث عميق في محدوديّة المكان وهي تفتح على سؤال الزمن.. حيث الزمن مثل الماء يأخذ شكل المكان، وحيث الزمن مثل الأشياء.. لا يرى في العتمة، فالزمن قنديلٌ زيته الحركة، وفتيله الإنجاز.. «حتى الجنّة لا تطاق بلا إنجاز!»
ورغم أن السجن زمن دائري.. «ننام. نصحو. نأكل. نمشي عبر نفس المشاهد، ونقابل الوجوه ذاتها بتنويعات هامشية.. لكننا نتشبث بحلم الخروج من رحلتنا الدائرية كل يوم..»
إن كسر الزمن وسط هذه الرزنامة الرتيبة يبدو شيئاً جوهرياً..شيء يعلمنا كيف نعيش أيام العمر عبر المرور السريع والعبثي للزمن.. هناك خياران: طريق تمر بمشهد ثابت؛ تبدلاته لا تدهش، ولا تبهج، بل تجعلك سجيناً يتأفف منشهوة الجنس، ورذاذ الربيع، وحر الصيف، وغبار الخريف.. فيما العمر يمضي، وتتساقط أيامه مثل أوراق الرزنامة.. وخيار أن تتعلم الطيران عبر سحر الكون المتجدد أبدا، فتشعر كل يوم أنك ذاهب لما تشتاقه، وأنك وهبت يوماً جديداً لتعيشه بعمق.. عُمرٌ تتنفس عبره صباحات الأيام بشوق، وتعيش لحظاته مثل تساقط بتلات الياسمين في كفّ طفلة..
جاء على غلاف الرواية:
"الكون كله خصم يستحق المبارزة.
بما أننا نعيش مرة واحدة،
فلتكن مغامرة جنس جميلة.
.. لنكن مع أقران لنا يشبهوننا في عقولهم وأعضائهمنفتخر بما نعمل..
فعندما يحمل الناس وهم في قمة عنفوانهم قناعات وقيماً؛ فعليهم أن يتصرفوا وفقاً لها. وينفذوها.."
وكان الإهداء: إلى ثورة الصبار.. والياسمين.
إلى الشعب التونسي العظيم.. ولتونس الخضراء.
إلى روح محمد بوعزيزي.. وللإرادة الحرة.

## رواية أوراق معبد الكتب
الرواية ترصد التحولات في حياة الدولة والمجتمع والأفراد في مدينة بترا عاصمة الأنباط. تحمل رسالة من زمن الأنباط. والحارث الرابع. زمن يوحنا المعمدان والسيد المسيح. زمن هيرودس وكاليغولا.. إلى الزمن الحاضر. أبطالها ورواتها وضحاياها عائلة سفيان الكتبي (سيد معبد الكتبا) والمحيطون بهم.. شهود ازدهار حضارة بترا وأفولها.
وقد تحدثت الرواية عن أحلام واحزان سدنة معبد الكتبا ابان حكم الحارث الرابع لمدينة البتراء وتحالف حاكم اورسالم هيرود مع القائد الروماني فتيليوس للهجوم على بترا وفشل الحملة. تقع الرواية في فصلين: متاهة الكتبي. واحزان اليسار وصدرت عن وزارة الثقافة ضمن مشروع التفرغ الابداعي لعام 2008م